# Pandolfo Capocci
 Paolo da Viterbo       (né à Viterbe, alors dans les  États pontificaux, et mort en Allemagne ) est un pseudo-cardinal italien du XIVe siècle créé par l'antipape de Pise Nicolas V. Il est membre de l'ordre des franciscains.

## Biographie
Pandolfo Capocci est nommé pseudo-évêque de Viterbe par l'antipape  Nicolas V en 1328.
L'antipape Nicolas V le crée cardinal lors d'un consistoire vers 1329.

## Sources
- Fiche du cardinal sur le site fiu.edu